# Ceanothus parvifolius
Ceanothus parvifolius är en brakvedsväxtart som först beskrevs av S. Wats., och fick sitt nu gällande namn av Trel. Trelease. Ceanothus parvifolius ingår i släktet Ceanothus och familjen brakvedsväxter. Inga underarter finns listade i Catalogue of Life.